# Марьино (Струго-Красненский район)
Марьино — деревня в центральной части Струго-Красненского района Псковской области. Является административным центром Марьинской волости.
Расположена на западной границе посёлка и городского поселения Струги Красные.

## Население
| 2001 | 2002 | 2010 | 2011 |
| ---- | ---- | ---- | ---- |
| 648  | ↘616 | ↘511 | ↗648 |

Численность населения составляет 648 жителей (2000 год), на 2011 год — 648 жителей.